# Nassauvia fuegiana
Nassauvia fuegiana là một loài thực vật có hoa trong họ Cúc. Loài này được (Speg.) Cabrera mô tả khoa học đầu tiên năm 1931.